# Koulis Apostolidis
Kyriakos 'Koulis of 'Kirk' Apostolidis (Grieks: Κυριάκος Αποστολίδης; Thessaloniki, 3 maart 1946) is een voormalig Grieks voetballer. In zijn carrière heeft hij bij verschillende clubs in de Verenigde Staten gespeeld. In 1970 werd hij topscorer in de North American Soccer League.

## Erelijst

### Topscorer North American Soccer League
- Winnaar: (1) 1970 (16)